# Melophorus clypeatus
Melophorus clypeatus  (лат.) — вид мелких муравьёв рода Melophorus из подсемейства Formicinae. Эндемик Австралии. Видовое название происходит от латинского слова clypeus (‘вооружённый щитком’) из-за особенностей наличника (клипеуса).

## Распространение
Австралия. Штат Западная Австралия.

## Описание
Мелкие муравьи, длина около 5 мм. Длина головы HL 0,96—2,09 мм; ширина головы HW 0,89—2,26 мм. От близких видов отличается угловатой формой  клипеуса. Основная окраска тела коричневая. Клипеус выступающий впереди, почти прямоугольный. Псаммофор часто с грубыми и хорошо разделенными аммохетами. Усики состоят из 12 члеников, нижнечелюстные щупики из 6, нижнегубные щупики из 4 члеников.
Вид был впервые был описан в 2017 году австралийскими мирмекологами Брайном Хетериком (Brian E. Heterick; Western Australian Museum, Welshpool, Перт, Австралия), Марком Касталанелли (Mark Castalanelli; Welshpool), Стивом Шаттаком (Steve O. Shattuck; CSIRO Entomology, Канберра). Включён в состав видовой группы M. aeneovirens.